# Atletismo nos Jogos Pan-Americanos de 1951 - 10000 m masculino
Os 10000 metros rasos foram um dos eventos do atletismo nos Jogos Pan-Americanos de 1951, em Buenos Aires. A prova foi disputada no Estádio Monumental de Núñez, no dia 27 de fevereiro.

## Medalhistas
| Ouro   | USA Curtis Stone        |
| Prata  | ARG Ricardo Bralo       |
| Bronze | ARG Ezequiel Bustamente |

### Final
| Pos.              | Atleta               | País               | Tempo     |
| ----------------- | -------------------- | ------------------ | --------- |
| Medalha de ouro   | Curtis Stone         | USA Estados Unidos | 31.08.6 m |
| Medalha de prata  | Ricardo Bralo        | ARG Argentina      | 31.09.4 m |
| Medalha de bronze | Ezequiel Bustamente  | ARG Argentina      | 32.31.8 m |
| 4                 | Jesse Van Zant       | USA Estados Unidos | 33.10.3 m |
| 5                 | Doroteo Flores       | GUA Guatemala      | 33.14.0 m |
| 6                 | João Soares Oiticica | BRA Brasil         | 33.43.5 m |